# 奥考斯托
奥考斯托，是匈牙利南部巴奇-基什孔州所辖的一个村，总面积64.88平方公里，总人口3519，人口密度53.68人/平方公里（2001年）。地理坐标为46°41′28″N 19°12′19″E。